# بارتليت كورماك
بارتليت كورماك (بالإنجليزية: Bartlett Cormack)‏ مواليد 19 مارس 1898 في هاموند، الولايات المتحدة - الوفاة 26 سبتمبر 1942 في فينيكس، الولايات المتحدة، هو ممثل وكاتب سيناريو أمريكي.

## الأعمال
- الجلبة
- الصفحة الأولى
- كليوباترا

## روابط خارجية
- بارتليت كورماك على موقع IMDb (الإنجليزية)
- بارتليت كورماك على موقع قاعدة بيانات برودواي على الإنترنت (الإنجليزية)
- بارتليت كورماك على موقع قاعدة بيانات الفيلم (الإنجليزية)